# Бонджулич, Милорад
Миодраг Бонджулич (серб. Милорад Бонџулић / Milorad Bonžulić; 12 октября 1917, Отань — 10 августа 1943, Предражич) — югославский партизан Народно-освободительной войны Югославии, Народный герой Югославии.

## Биография
Окончил основную школу в селе Глунец, работал в Чачаке пекарем. Вступил в рабочее движение города, участвовал неоднократно в стачках и забастовках. После начала войны с Германией ушёл в партизанские войска, был принят в Коммунистическую партию Югославии. В сентябре 1941 года был зачислен в Пожешскую роту Ужицкого партизанского отряда, в боях проявлял необычайную храбрость.
Был командиром 2-й пролетарской ударной бригады, участвовал во многочисленных боях в Санджаке, Черногории, Боснии и Герцеговине, Далмации, сражаясь против хорватских и итальянских фашистов, а также немецких нацистов. В ожесточённых битвах при Купресе, Яйце, Мрконич-Граде, Грахово и отражении Четвёртого и Пятого антипартизанских наступлений он добросовестно и хладнокровно исполнял приказы, проявляя мужество и доблесть. Считался одним из известнейших бомбашей 2-й пролетарской ударной бригады, а в ноябре 1942 года Верховное командование НОАЮ даже выразило ему благодарность.
Утонул 10 августа 1943 в реке Кривае (недалеко от Предражича). В памяти солдат остался как один из храбрейших борцов. 13 марта 1945 посмертно награждён званием Народного героя Югославии.